# Pulau Rangsang
Pulau Rangsang är en ö i Indonesien.   Den ligger i provinsen Kepulauan Riau, i den västra delen av landet, 900 km nordväst om huvudstaden Jakarta. Arean är 908 kvadratkilometer.
Terrängen på Pulau Rangsang är mycket platt. Öns högsta punkt är 37 meter över havet. Den sträcker sig 37,1 kilometer i nord-sydlig riktning, och 59,6 kilometer i öst-västlig riktning.